# Altos del Rosario
Altos del Rosario ist eine Gemeinde (municipio) in Kolumbien im Departamento Bolívar.

## Geographie
Altos del Rosario liegt in Bolívar, 185 km südlich von Cartagena und hat eine Durchschnittstemperatur von 28 °C. Altos del Rosario liegt auf einer Höhe von 850 m ü. NN. An die Gemeinde grenzen im Norden und Osten Barranco de Loba, im Süden Tiquisio und im Westen Pinillos. Im Norden ist der Brazo de Loba, ein Flussarm des Río Magdalena, die Gemeindegrenze.

## Bevölkerung
Die Gemeinde Altos del Rosario hat 14.763 Einwohner, von denen 9208 im städtischen Teil (cabecera municipal) der Gemeinde leben (Stand 2019).

## Geschichte
Altos del Rosario wurde 1637 von Diego Ortiz Nieto, dem damaligen Bürgermeister von Mompós, gegründet. Dieser bekämpfte Gruppen entlaufener Sklaven, die auf dem Gebiet der heutigen Gemeinde Siedlungen gegründet hatten, und erschloss das Gebiet für die Viehzucht. Der erste Name des Ortes war El Pelao. Eine verstärkte Besiedlung erfuhr der Ort in der Folge durch weitere Gruppen entlaufener Sklaven und freier Arbeiter sowie armer Einwanderer aus Spanien.

## Wirtschaft
Die wichtigsten Wirtschaftszweige von Altos del Rosario sind Landwirtschaft, Rinderproduktion und Fischfang.